# 40981 Stephenholland
40981 Stephenholland è un asteroide della fascia principale. Scoperto nel 1999, presenta un'orbita caratterizzata da un semiasse maggiore pari a 2,7915432 UA e da un'eccentricità di 0,1636689, inclinata di 11,22514° rispetto all'eclittica.